# Першин, Борис Максимович
Бори́с Макси́мович Пе́ршин (2 мая 1918, Царицын, Саратовская губерния — 14 ноября 1999, Николаев) — командир отряда торпедных катеров 1-го дивизиона торпедных катеров 2-й Новороссийской Краснознамённой бригады торпедных катеров Черноморского флота, капитан-лейтенант, Герой Советского Союза.

## Биография
Родился 2 мая 1918 года в семье рабочего. Русский. Окончил 9 классов.
В Военно-Морском Флоте с 1935 года. В 1940 году окончил военно-морское училище. Служил во 2-й бригаде торпедных катеров Черноморского флота в Очакове. Участник Великой Отечественной войны с 22 июня 1941 года.
Лейтенант Борис Першин принимал активное участие в обороне Одессы и Крыма. Был тяжело ранен, но после лечения в госпитале вновь возвратился на флот.
К середине 1944 года капитан-лейтенант Борис Першин совершил сто девяносто три боевых похода, потопил семь судов, подавил две вражеские огневые точки.
Указом Президиума Верховного Совета СССР от 5 ноября 1944 года за мужество и героизм, проявленные в борьбе с немецко-фашистскими захватчиками, капитан-лейтенанту Першину Борису Максимовичу присвоено звание Героя Советского Союза с вручением ордена Ленина и медали «Золотая Звезда» под номером 5895.
После войны Б. М. Першин продолжал службу в Военно-Морском Флоте СССР.
С 1960 года капитан 2-го ранга Б. М. Першин — в запасе. Штурман дальнего плавания Б. М. Першин жил в городе Николаев (Украина), где и скончался 14 ноября 1999 года.

## Награды[2]
- Орден Красного Знамени 9 ноября 1942
- Медаль «За оборону Одессы» 1942
- Медаль «За оборону Севастополя» 1942
- Орден Отечественной войны I степени  20 февраля 1943
- Герой Советского Союза (Орден Ленина и медаль «Золотая звезда») 5 ноября 1944
- Орден Нахимова II степени 16 июня 1944
- Медаль «За оборону Кавказа» 1944
- Медаль «За победу над Германией в Великой Отечественной войне 1941–1945 гг.» 1945
- Медаль «За боевые заслуги» 10 ноября 1945
- Орден Красной Звезды 15 ноября 1950
- Орден Красного Знамени 30 апреля 1954